# Wapenembargo
Een wapenembargo is een maatregel waarbij een of meer landen besluiten om de levering van wapens en militaire uitrusting aan een bepaald land of een bepaalde groep te verbieden. Dit embargo kan worden opgelegd door individuele landen, regionale organisaties (zoals de Europese Unie), of internationale organisaties (zoals de Verenigde Naties) en heeft als doel om conflicten te beheersen, mensenrechtenschendingen te voorkomen, of om politieke druk uit te oefenen op een bepaald regime of entiteit.
De belangrijkste redenen voor het opleggen van een wapenembargo kunnen zijn:
1. Beperking van geweld en conflict: Door de toegang tot wapens te beperken, hoopt men de intensiteit van een conflict te verminderen en verdere escalatie te voorkomen.
2. Bescherming van mensenrechten: Een wapenembargo kan worden ingesteld om te voorkomen dat wapens worden gebruikt om mensenrechtenschendingen te plegen.
3. Diplomatieke druk: Het opleggen van een wapenembargo kan een vorm van politieke druk zijn om een regering of groepering te dwingen tot onderhandelingen of om gedragsveranderingen af te dwingen.
4. Naleving van internationale sancties: Wapenembargo's kunnen deel uitmaken van bredere sanctieregimes die zijn opgelegd door de internationale gemeenschap.

Wapenembargo's kunnen verschillende vormen aannemen, variërend van een volledig verbod op alle militaire goederen en diensten, tot beperkingen op specifieke soorten wapens of militaire technologieën. De effectiviteit van een wapenembargo hangt vaak af van de bereidheid van de internationale gemeenschap om het embargo te handhaven en de mogelijkheid om illegale wapenhandel te voorkomen.